# Mazion
Mazion ist eine französische Gemeinde mit 545 Einwohnern (Stand 1. Januar 2022) im Département Gironde in der Region Nouvelle-Aquitaine. Sie gehört zum Arrondissement Blaye und zum Kanton L’Estuaire.

## Geografie
Die Gemeinde liegt nahe der Gironde, etwa fünf Kilometer nordöstlich von Blaye.

## Bevölkerungsentwicklung
| Jahr      | 1962 | 1968 | 1975 | 1982 | 1990 | 1999 | 2006 | 2017 |
| Einwohner | 352  | 354  | 416  | 429  | 402  | 395  | 462  | 525  |

## Sehenswürdigkeiten
- Kirche Notre-Dame

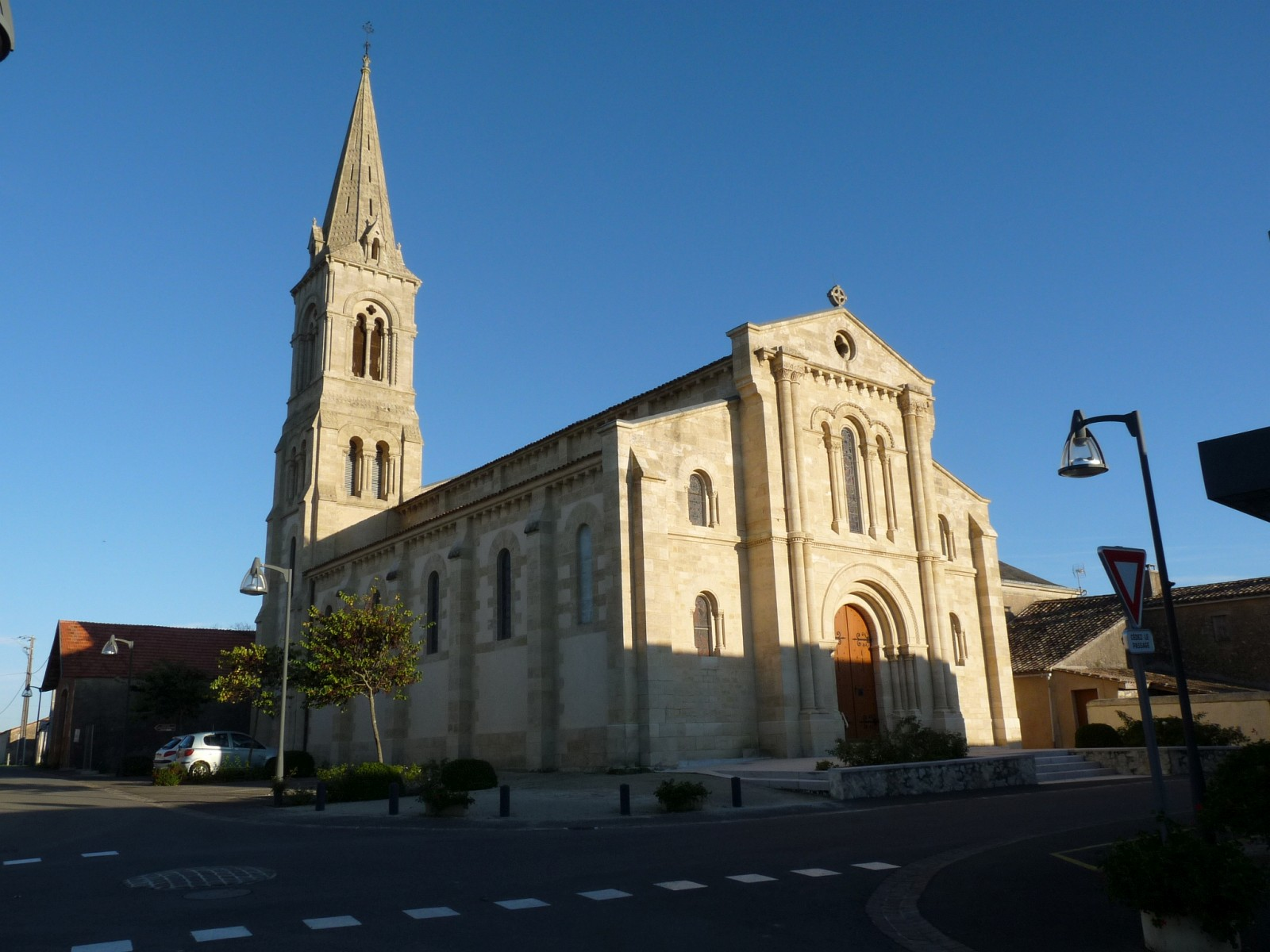
Kirche Notre-Dame

- Herrenhaus Damaine de Valette aus dem 17. Jahrhundert, seit 2002 Monument historique